# Tombos
Tombos é um município brasileiro no estado de Minas Gerais, Região Sudeste do país. Localiza-se na Zona da Mata Mineira, a 5 km da divisa com o estado do Rio de Janeiro, e sua população recenseada em 2022 era de 8 609 habitantes.

## Etimologia
O município recebeu este nome em alusão às três quedas (tombos) d'água da cachoeira do rio Carangola que fica na cidade. Inicialmente conhecida como Tombos do Carangola, o nome foi encurtado com o tempo para Tombos.

## História
A região onde se encontra atualmente o Município de Tombos, na Zona da Mata Mineira, estava no século XVIII, incluída na jurisdição da Vila do Ribeirão do Carmo, atual Mariana. Apesar da proximidade com a costa, a ocupação não se fizera. Durante o ciclo do ouro, a inexistência do metal na área, a restrição imposta pela administração colonial à ocupação de espaços não povoados, com o intuito de combater os possíveis descaminhos do ouro, a barreira natural formada de matas impenetráveis e de tribos indígenas e a política do Reino de Portugal que visava impor a especialização produtiva na extração do ouro teriam sido os motivos norteadores do povoamento tardio.
A história da cidade começa ainda no começo do século XIX, quando o abastado Coronel Maximiano José Pereira de Souza, foi o primeiro conhecedor do lugar, cujo panorama era composto por um rio a deslizar entre montanhas e matas virgens, recebendo um afluente à sua margem direita. O Coronel  com seus familiares escravos e amigos, fixaram-se neste local, dando início ao pequeno povoado. As terras existentes na região eram habitadas por tribos de índios nativos, dentre eles os Puris e Tupinambás.
Maximiano José Pereira de Souza havia herdado terras que sua família adquiriu no final do século XVIII com direito de posse adquirido por carta de sesmaria de 1811. Por volta de 1830, era proprietário das terras onde hoje se acha implantada a Fazenda da Fortaleza de Sant'Anna (atualmente inclusa a Goianá) e que pertencera também à Baronesa de Santana, mãe de Mariano Procópio. Suas terras, em 1847, encontravam-se dentro dos limites do município de Barbacena.
Com o correr dos anos e o desenvolvimento natural das lavouras ali iniciadas formou-se pequeno núcleo populacional. Mais tarde outros povos oriundos de diversas localidades colonizaram o município implantando ali suas culturas: Espanhóis, Portugueses, Alemães e Italianos, despertando também interesses de colonos europeus, que alojados em terras próximas, já ouviam notícias da fertilidade das terras e da grande extensão das matas. Imigraram também, famílias sírias que se estabeleceram comercial e industrialmente.
No texto da escritura de doação de terras destinadas à formação do Patrimônio de Nossa Senhora da Conceição, feita em 1849 e passada em 1855, os doadores Maximiano José Pereira de Souza e sua esposa Maria Cândida de Jesus, citam como confrontantes dessas: Domingos José de Barros, Joaquim Francisco Porto, Manuel Antônio Ferreira, Máximo Valadares e Manuel Pacheco. Estes podem ser apontados como os primitivos habitantes do lugar. A agricultura foi o fator dominante de ocupação do território, ocorrida na década de 1840 e, em 1849, já existia o povoado. Em 02 de novembro de 1856 teve lugar na Matriz de Nossa Senhora a 1.ª Eleição para Eleitores Especiais da região.
Administrativamente, Tombos pertenceu primitivamente à Paróquia de Nossa Senhora da Glória, do Município de Presídio (atual Visconde de Rio Branco), conforme o disposto em documentos de 1850. No dia 21 de maio de 1852, através da Lei nº 605, foram elevados à condição de paróquia os curatos de Nossa Senhora da Conceição dos Tombos em Carangola, juntamente com São Paulo do Muriahé. Este evento significativo marcou a criação do distrito de Tombos e a data é ainda celebrada como aniversário da cidade.
Nas próximas décadas, mantendo a denominação de Nossa Senhora da Conceição dos Tombos do Carangola, ficaria subordinado à Freguesia de São Paulo do Muriaé. Em 1866, foi criado o Município de Muriaé, do qual o Distrito de Tombos do Carangola fazia parte.
O Almanaque Administrativo Civil e Industrial da Província de Minas Gerais de 1873, se refere ao arraial de Tombos, sede da Freguesia de N. S. da Conceição de Tombos do Carangola, composto de 50 casas em duas ruas e duas praças, na margem esquerda do rio Carangola com uma ponte sobre o mesmo. Com cerca de 3 mil habitantes, entre livres e escravos, tendo como principal atividade agrícola a cafeicultura exportando cerca de 30 mil arrobas de café.
Outro fator significativo para o progresso local foi a chegada da ferrovia. Em 1874 o Governo Imperial aprova um decreto concedendo garantias ficais para a construção de uma estrada de ferro entre Campos, no litoral norte fluminense, e Tombos do Carangola. A Estrada de Ferro Alto-Muriahé, cuja concessão havia sido adquirida em 1881, inaugurou sua estação em Tombos no dia 01 de janeiro de 1886, permitindo ligação direta com o Rio de Janeiro.
Em 1878, foi criado o Município de Carangola, com sede na paróquia de Santa Luzia (então elevada a categoria de Vila do Carangola), do qual Tombos do Carangola seria incorporado como Distrito, juntamente com a Freguesia de São Francisco do Glória e o Curato do Divino Espírito Santo.
A emancipação política aconteceu, finalmente, já no período republicano, em 1923, com a elevação à condição de Município conhecido simplesmente como Tombos, nome que persiste até os dias atuais. De acordo com a lei 843, assinada no dia 07 de setembro de 1923, pelo Presidente do Estado, Raul Soares de Moura.

## Geografia
De acordo com a divisão regional vigente desde 2017, instituída pelo IBGE, o município pertence às Regiões Geográficas Intermediária de Juiz de Fora e Imediata de Carangola. Até então, com a vigência das divisões em microrregiões e mesorregiões, fazia parte da microrregião de Muriaé, que por sua vez estava incluída na mesorregião da Zona da Mata.
Sua população estimada em 2010 era de 9.542 habitantes, enquanto em 2000, era de 11.652, segundo o Censo. O município subdivide-se nos distritos de Tombos (sede), Catuné e Água Santa de Minas. Com 62 metros de altura, a Cachoeira de Tombos é a maior da Zona da Mata[carece de fontes?], e dá o nome a esta cidade. Área da unidade territorial é de 283 km².

## Política

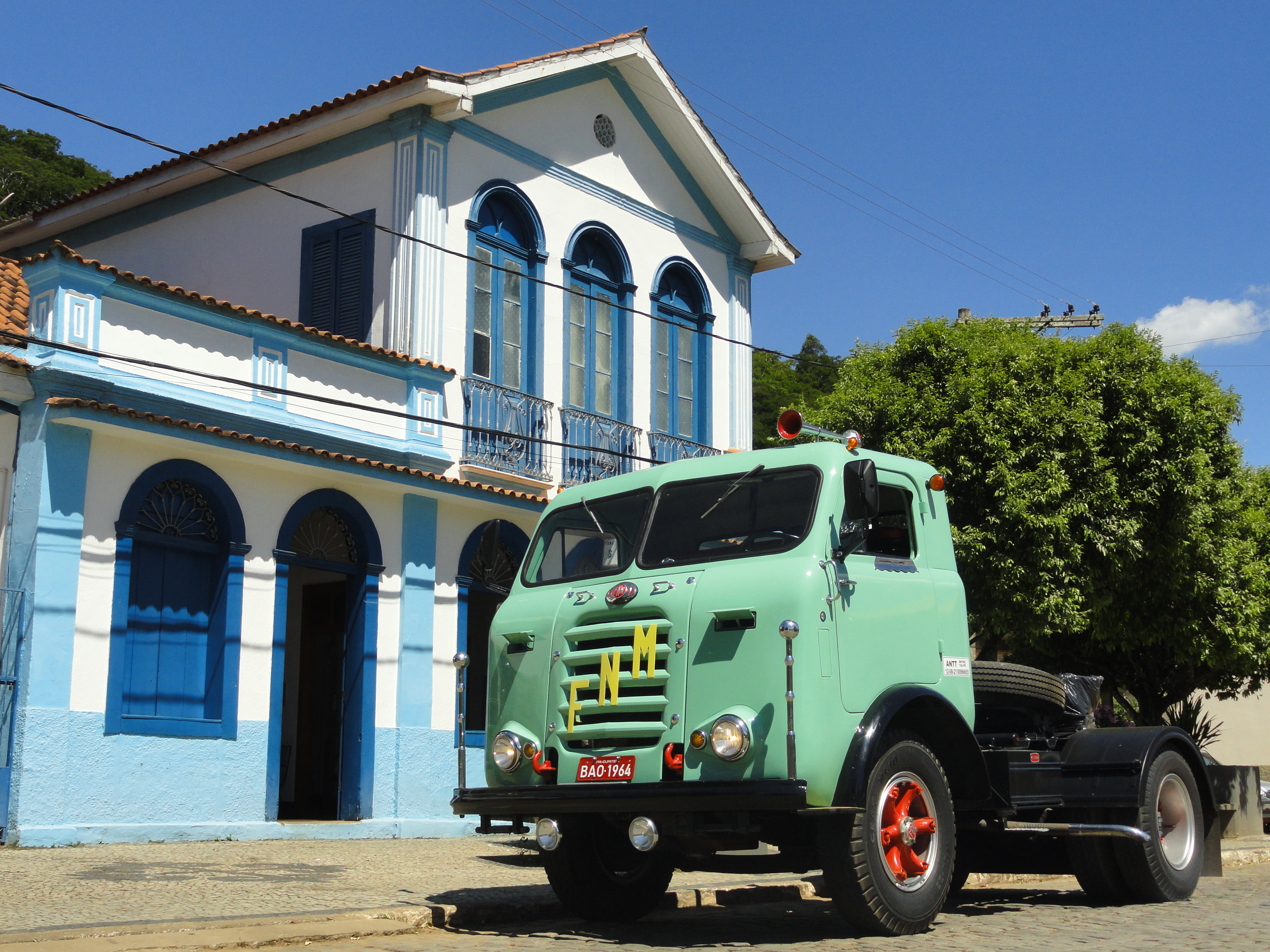
Hotel na região central da cidade.

Nas páginas cujos links encontram-se acima, é possível verificar os nomes daqueles que exerceram o mandato de prefeito ou de vereador de Tombos e os períodos de exercício.

## Educação
Escolas do município:
- C.M.E.I. Olívia Quintão (Educação Infantil)
- Pré-Escolar Municipal Pingo de luz (Educação Infantil)
- Pré-Escolar Municipal Pingo de Gente (Educação Infantil)
- Centro Educacional Rosely Gallo Ferreira (Educação Infantil e Ensino Fundamental - Anos Iniciais)
- Escola Estadual Antônia Martins de Barros (Ensino Fundamental e Médio)
- Escola Estadual Ilka Campos Vargas (Ensino Fundamental Anos Finais e Ensino Médio)
- Escola Municipal Emílio Soares (Ensino Fundamental Anos Iniciais)
- Escola Municipal Marieta Guaríglia Bravo (Ensino Fundamental -Anos Iniciais)
- Escola Municipal Savina Lazaroni (Ensino Fundamental - Anos Iniciais e Finais)

## Esportes

### Futebol
A principal equipe da cidade é o Tombense Futebol Clube, fundado em 1914 e profissionalizado em 1999. O clube manda suas partidas no Estádio Antônio Guimarães de Almeida, e em 2021, conquistou o acesso à Série B do Campeonato Brasileiro.